# Esther Lahoz
Esther Lahoz Castelló (Pancrudo, Teruel, España, 2 de mayo de 1963) es una atleta española.

## Biografía
Olímpica en Seúl 1988 y Barcelona 1992, fue 51 veces internacional. Participó en tres campeonatos del mundo (1991, 1993 y 1995), tres de Europa (1986, 1990, y 1998), seis Juegos Iberoamericanos (1983, 1986, 1988, 1990, 1992 y 1998), dos Juegos del Mediterráneo (1991 y 1997) y dos Campeonatos Universitarios (1987 y 1989). 
Fue Campeona de España de 200 metros en 1992, de 400 en 1984, 1985, 1986, 1987, 1989 y 1997, y de 400 metros vallas en 1989, así como plusmarquista nacional de relevo 4 x 400 metros.
El 11 de noviembre de 2001, Esther anunció su retirada a los 38 años de edad y tras 22 años compitiendo como deportista de élite.
Tras su retirada continuó ligada al atletismo, como entrenadora y también como directora técnica de la federación aragonesa de este deporte.